# ソオブラジーテリヌイ (駆逐艦)
ソオブラジーテリヌイ(ロシア語:Сообразительныйサアブラズィーチェリヌィイ)は、ソ連で建造された駆逐艦(艦隊水雷艇；эскадренный миноносец)である。艦名は、「呑み込みの早い、利口な」といった意味のロシア語の形容詞である。

## 概要

### 建造
ソオブラジーテリヌイは、7号計画によって建造される駆逐艦の1 隻として、1936年10月15日にニコラーエフの第200工場(現在の61コムナール記念造船工場)で起工された。工場番号では第1078艦、当初の名称は「洞察力のある」という意味のプロゾルリーヴイ(Прозорливыйプラザルリーヴィイ)であった。
しかしながら、7号計画にはトップヘビーなどの性能上の重大な欠陥があり、改設計を経た7U号計画型として再度起工され直すことが決定された。その結果、プロゾルリーヴイは7U号計画型駆逐艦の9番艦として1939年3月3日に再起工、1939年8月26日に進水、竣工したのはようやく1941年5月10日のことであった。また、竣工に先立つ1940年9月25日には、艦名はソオブラジーテリヌイに改められた。竣工したソオブラジーテリヌイは、1941年6月7日に黒海艦隊に配備された。黒海艦隊では2 隻目の7U型となり、当時の駆逐艦隊では最新の艦として第3駆逐艦隊へ配属された。

### 大祖国戦争
大祖国戦争では、ソオブラジーテリヌイはオデッサの防衛戦やセヴァストーポリの防衛戦、フェオドシヤ、ノヴォロシースクなどを巡る戦闘に参加した。ここにおいて、ソオブラジーテリヌイは僚艦のスポソーブヌイ、嚮導艦タシュケントなどとともに一般市民や部隊の疎開作戦で英雄的な働きを見せた。
1941年から1942年に跨る冬の季節に暴風雨によって受けた損傷を修理するとまず、ソオブラジーテリヌイは年明け1月16日と25日に敢行されたスダークへの上陸作戦に参加した。続けて、翌1943年2月4日にはユージュナヤ・オゼレーイカへの上陸作戦に参加した。こうした活躍から、ソオブラジーテリヌイは1943年3月1日、「親衛艦」の称号を授けられた。

### 戦後
1945年12月19日から1947年8月25日の間は、近代化改修工事を兼ねた修理に入れられた。
1951年には、32号計画に基づき救難浄化艦(Спасательно-дезактивационный корабль)に改修され、1956年3月26日付けで艦名はSDK-11(СДК-11エーズデーカー・アヂーンナッツァチ)と改められた。1957年2月12日にはたんなる救難船(Спасательное судно)に類別を変更され、名称もSS-16(СС-16エーセース・シスナーッツァチ)となった。そのまま、1958年まで救難船として運用された。
1960年3月27日付けで、SS-16は予備役に入れられた。1963年9月14日には類別を標的艦(Корабль цель)に変更され、名称もTsL-3(ЦЛ-3ツェーエール・トリー)となった。
親衛艦を記念艦もしくは博物館として保存する要望があり、1963年の時点で退役後の保存計画が提案された。しかし、海軍司令部はTsL-3を1966年から1968年にかけて解体することを決定した。最終的に、TsL-3は1966年3月19日付けで海軍を除籍され、クリミア半島のインケルマーンにて解体された。